# Ferrari Land
Ferrari Land es un parque temático situado dentro del complejo turístico de PortAventura World, en España. Ocupa una superficie de 6 hectáreas y fue inaugurado el 6 de abril de 2017.

## Historia
Ferrari Land es un parque temático que homenajea a Enzo Ferrari, fundador de la mítica escudería que lleva su apellido. El parque dispone de 13 atracciones que mezclan tecnología y adrenalina para vivir la emoción del mito Ferrari. El 20 de abril de 2018 se estrena el área infantil con 5 nuevas atracciones para los más pequeños de la casa.

## Atracciones

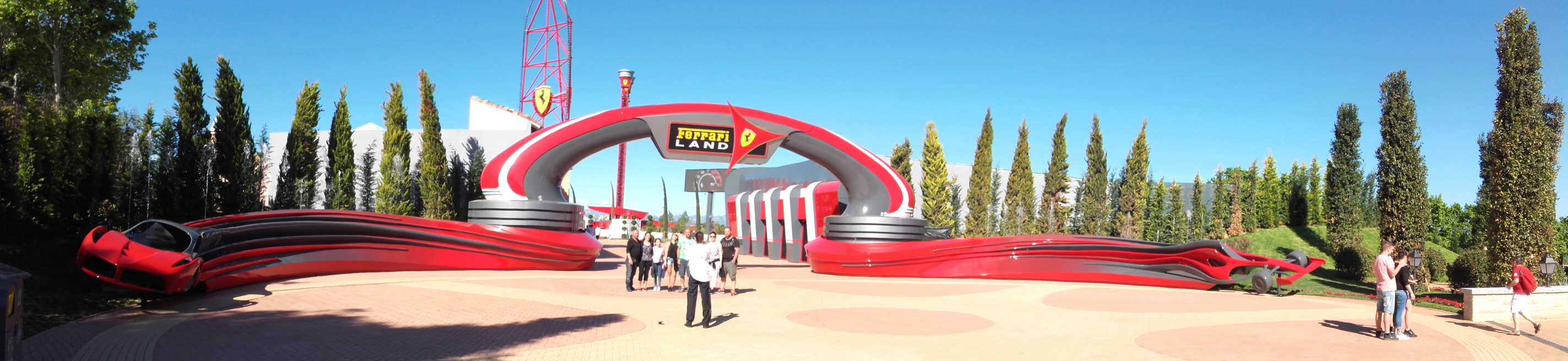
Entrada a Ferrari Land.

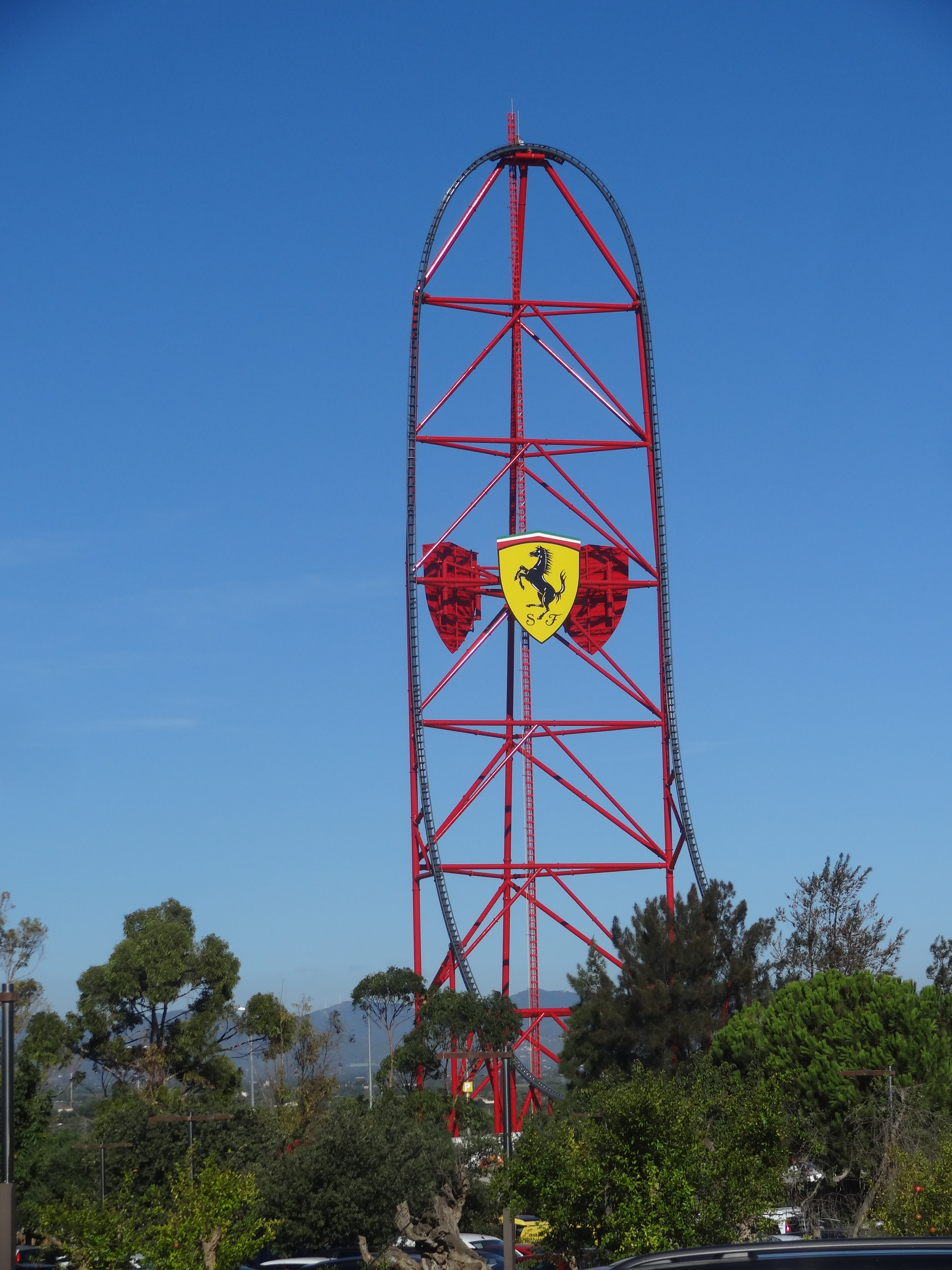
Red Force.

Ferrari Land Cuenta con 13 atracciones:
- Red Force: La montaña rusa más rápida y alta de Europa, con 112 metros de altura, 180 km/h de velocidad máxima en 5 segundos y 880 metros de recorrido.[7]
- Thrill Towers: dos torres de caída de 55 metros de altura, que a diferencia de Hurakan Condor, las góndolas caen y suben a 64 km/h. Están basadas en el movimiento de los pistones de un motor. Una es una torre de caída controlada y la otra una torre de caída libre.
- Maranello Grand Race: un circuito de carreras familiar de 550 metros.
- Júnior Championship: atracción tipo látigo.
- Flying Dreams: viaje por el mundo en un coche Ferrari.
- Racing Legends: siente la sensación de conducir un Ferrari.
- Pole Position Challenge: 8 simuladores de Ferrari los cuales cuestan 15 euros.
- Junior Red Force: montaña rusa Familiar inspirada en la atracción estrella del parque, Red Force.
- Kids Tower: torre de caída y rebote de 9 metros.
- Champions Race: simulación de la conducción de un Ferrari.
- Crazy Pistons: dos atracciones inspiradas en el movimiento de 2 pistones de un auténtico motor Ferrari.
- Flying Race: pilota tu propia avioneta y vuela entre las nubes con Flying Race. Descubre cómo nació la fascinante historia del Cavallino Rampante.

## Museos
- Ferrari Land Gallery: galería dentro del edificio Ferrari Experience, en el cual mediante una forma interactiva se muestra la historia del coche Ferrari.

## Tiendas
| Nombre del local         | Tipo                | Localización    |
| ------------------------ | ------------------- | --------------- |
| Ferrari Land Store       | Tienda de recuerdos | Plaza Maranello |
| Júnior Championship Shop | Tienda de golosinas | Vía Italia      |
| Red Force Photoride      | Tienda de fotos     | Plaza Italia    |
| Photo Gallery            | Tienda de fotos     | Vía Maranello   |
| Photo Pit Stop Récord    | Tienda de fotos     | Vía Fiorano     |

## Restaurantes
El parque de atracciones cuenta con 7 restaurantes: Trattoria Italiana, inspirada en el restaurante de Maranello (sede de Ferrari) en la que se podrá disfrutar de la historia de la marca del Cavallino Rampante; un Fast Food temático inspirado en los pilotos Ferrari y con las recetas clásicas, y heladerías italianas, que recuperan la tradición heladera italiana de reconocimiento internacional.
| Nombre del local     | Tipo          | Localización    |
| -------------------- | ------------- | --------------- |
| Ristorante Cavallino | Trattoria     | Plaza Italia    |
| Pit Lane             | Comida rápida | Plaza Maranello |
| Stop&Go              | Aperitivos    | Vía Maranello   |
| Ice Cream Box        | Heladería     | Plaza Italia    |
| Finish Line          | Comida rápida | Champions Area  |
| Paddok               | Comida rápida | Via Fioriano    |
| Fast Lap             | Comida rápida | Champions Area  |